# Sakura taisen 4 - Koi seyo, otome
Sakura taisen 4 - Koi seyo, otome (サクラ大戦4 〜恋せよ乙女〜?) è un videogioco originariamente distribuito per Sega Dreamcast nel 2002 sviluppato dal Overworks e pubblicato dalla SEGA e licenziato dalla Red Entertainment. Questo titolo è il quarto capitolo della serie di Sakura Wars.
Il sottotitolo Koi seyo, otome (traducibile come "Innamoratevi, ragazze") è la prima frase del testo di "Gondola no Uta" ("Canzone della gondola"), un popolare brano del 1915 di Shinpei Nakayama e Isamu Yoshii.
Il gioco è stato in seguito convertito per Microsoft Windows.
In seguito questo videogioco è stato inserito nelle raccolte Sakura taisen complete box e Sakura taisen premium edition.
La storia di questo videogioco ha un proseguimento nell'anime Sakura taisen - Kanzaki Sumire - Intai kinen - Su-mi-re.